# بایی-رومانویلیه
بایی-رومانویلیه (به فرانسوی: Bailly-Romainvilliers) یک کمون (فرانسه) در فرانسه است که در سن-ا-مارن واقع شده‌است. بایی-رومانویلیه ۶٫۲۱ کیلومتر مربع مساحت دارد.